# Hugo Buyla
Hugo Buyla Sam (ur. 8 marca 2005 w Saragossie) – piłkarz z Gwinei Równikowej grający na pozycji środkowego obrońcy. Od 2023 jest zawodnikiem klubu UC Sampdoria, do którego jest wypożyczony z Atalanty.

## Kariera klubowa
Swoją karierę piłkarską Buyla rozpoczynał w juniorach Realu Saragossa (2018-2021), a następnie także Atalanty (2021-2023). W 2023 roku został zawodnikiem pierwszego zespołu Atalanty, a następnie został wypożyczony do Sampdorii.

## Kariera reprezentacyjna
W reprezentacji Gwinei Równikowej Buyla zadebiutował 9 stycznia 2024 roku w zremisowanym 1:1 towarzyskim meczu z Dżibuti, rozegranym w Malabo. W 2024 roku został powołany do kadry na Puchar Narodów Afryki 2023. W tym turnieju nie zagrał w żadnym spotkaniu.